# Max Weinberg (Schlagzeuger)

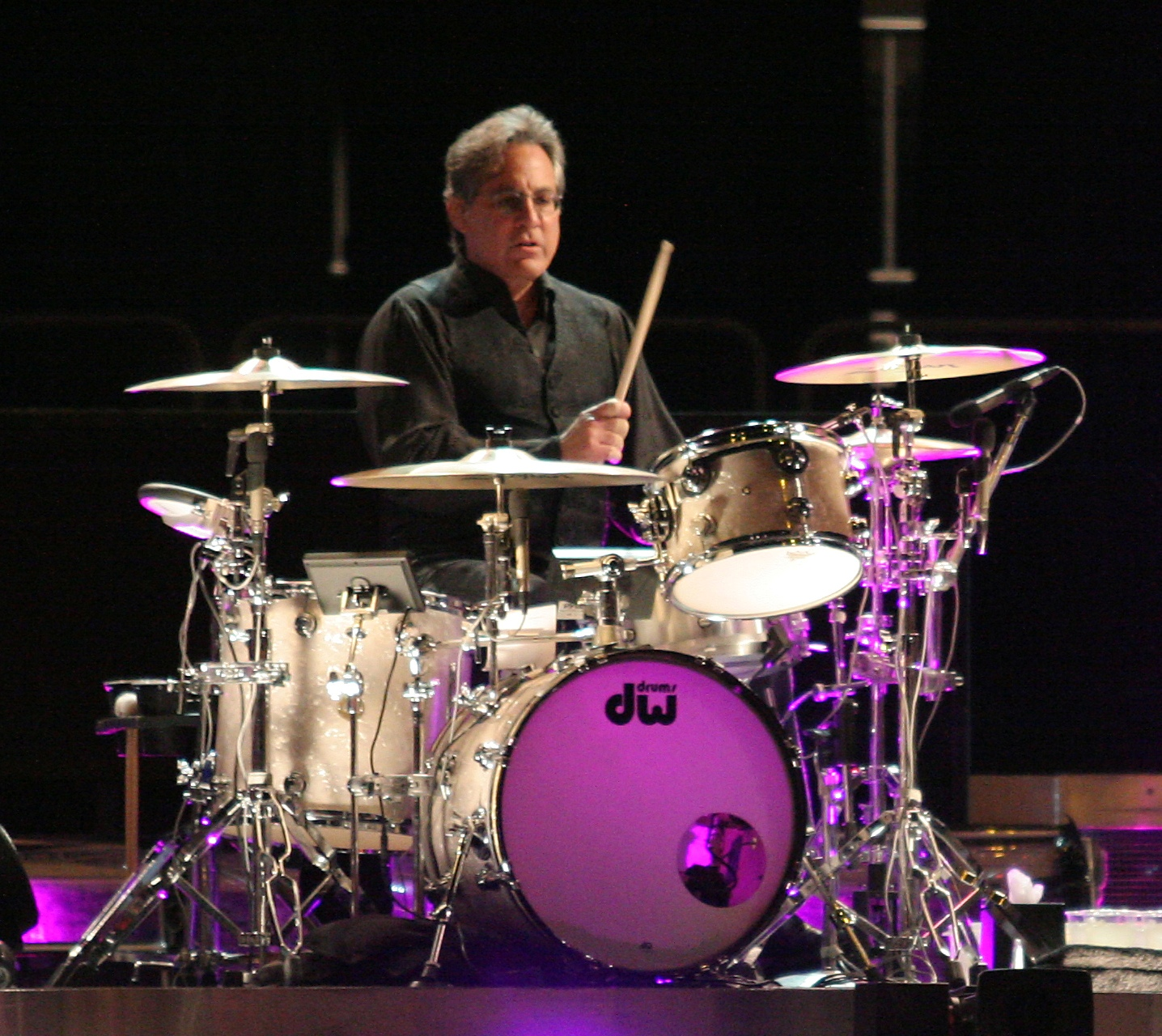
Max Weinberg (2008)

Max Weinberg (* 13. April 1951 in Newark, New Jersey) ist ein US-amerikanischer Schlagzeuger und eine TV-Persönlichkeit.

## E Street Band
Weinberg wurde als Schlagzeuger für Bruce Springsteens E Street Band bekannt, der er 1974 beitrat. Er folgte einer berühmten Zeitungsannonce, die, in Anspielung auf Ginger Baker, der auch durch seine langen Soli bekannt war, „keinen jungen Ginger Baker“ („no junior Ginger Bakers“) forderte. Weinbergs beständiger Beat löste die Inkonsistenz der Band.
Um das Jahr 1980 erlitt Weinberg eine Sehnenscheidenentzündung, die sieben Operationen an seiner Hand und seinen Handgelenken nötig machte. Er veröffentlichte ein bejubeltes Buch über Rock-Schlagzeuger und Schlagzeugwesen namens „The Big Beat“ und kurbelte dessen Verkauf mit einer Tour durch Universitäten im Nordosten der USA an. Nach seiner vollständigen Genesung setzte er sein Engagement in der E Street Band fort, bis Springsteen diese 1989 auflöste.
Nachdem Springsteen die Band 1995 und 1999 wieder ins Leben gerufen hatte, kehrte Weinberg zur E Street Band zurück und ging mit ihr wieder auf Tour. Während der „Working on a Dream Tour“ 2009 vertrat der damals 18 Jahre alte Jay Weinberg seinen Vater Max bei einigen Konzerten, unter anderem auch während des Europa-Legs.
Nicht zuletzt aufgrund seiner Arbeit mit Springsteen listete ihn der Rolling Stone 2016 auf Rang 55 der 100 größten Schlagzeuger aller Zeiten.

## Nach der Auflösung 1989
Weinberg sprach öffentlich über die Nachwirkungen der vorläufigen Auflösung der E Street Band, seine Absicht bekundend, nie wieder Schlagzeug spielen zu wollen. Er entschloss sich, zurück an die Universität zu gehen und erlangte an der Seton Hall University seinen Bakkalaureus. Kurz besuchte er auch die Cardozo School of Law der Yeshiva University.
Weinberg ging ins Musikgeschäft und wurde Geschäftspartner einer Vertriebsfirma. Schnell merkte er jedoch, dass das Geschäftsleben für ihn nicht erfüllend war und dass er von neuem selbst Musik machen wollte. Er bewarb sich als erster Schlagzeuger für die Broadwayshow The Who's Tommy, doch wurde nur zweiter Ersatzschlagzeuger.
In dieser Nacht traf Weinberg vor dem Carnegie Deli  durch Zufall den neuen Gastgeber der „Late Night Show“, Conan O’Brien. Weinberg sprach über seine Ideen für die Sendung.
1995 arbeitete Weinberg an zwei Aufnahmen für Johnnie Johnsons Album Johnnie Be Back mit.

## Late Night
Seit den Anfängen von Late Night with Conan O’Brien im Jahr 1993 war er Leiter der Showband, der Max Weinberg 7. In der Sendung war Weinbergs gereifte Persönlichkeit oft Gegengewicht zu O’Briens zuweilen aufgedrehter und sarkastischer Natur. Jedoch wurde Weinberg auch oftmals komödiantisch als ein verdrehter Kerl mit einer Vielzahl sexueller Fetische und mordlustiger Tendenzen dargestellt. In einem Dialog zwischen O’Brien und Weinberg bekannte dieser witzelnd, einmal einen Roadie getötet zu haben, weil dieser sich an seinem Vorrat Mountain Dew (Illegal hergestellter Alkohol oder ein Getränk der Firma Pepsi) bedient habe.
Ein erinnerungswürdiger Moment von Late Night ereignete sich, als Death from Above 1979 als musikalischer Gast auftrat. Am Ende des Songs verließ Sebastian Grainger, Sänger und Schlagzeuger, sein Schlagzeug, um in der Mitte der Bühne zu singen. Weinberg sprang auf die Bühne und spielte an Graingers Schlagzeug das Stück zu Ende.
Im September 2010 beendete Weinberg sein Engagement bei O’Brien.

## Familie
Max Weinberg entstammt einer sehr musikalischen Familie. Seine Schwester Nancy Winston ist eine professionelle Pianistin und Sängerin, die in New York bekannt für ihre regelmäßigen Auftritte im Cafe Pierre, dem Plaza Hotel und anderer erstklassiger Piano-Bars ist. Weinberg selbst arbeitete an dem Debütalbum seiner Schwester mit.
Weinberg ist mit Becky Weinberg verheiratet und lebt in New Jersey und Florida. Sein Sohn Jay war bis November 2023 Schlagzeuger der Nu-Metal-Band Slipknot und hat bei Bedarf schon als Ersatz für seinen Vater in der E Street Band gespielt. Tochter Ali ist Keyboarderin, die bei einem Auftritt von Springsteens E Street Band während der letzten Tournee einen Gastauftritt hatte.

## Sonstiges
Max Weinberg spielte zusammen mit einem anderen Mitglied der E Street Band, Roy Bittan (Piano), auf dem Album „Bat Out of Hell“ von Meat Loaf.

## Bibliographie
- The Big Beat: Conversations With Rock's Great Drummers, 1991